# Carlos Rivero González
Carlos Gregorio Rivero González (Valencia, Estado Carabobo, Venezuela; 27 de noviembre de 1992) es un futbolista venezolano que juega como defensa en el equipo Deportivo La Guaira de la Primera División de Venezuela.

## Selección nacional
| País             | Competencia                 | Partidos | Goles |
| ---------------- | --------------------------- | -------- | ----- |
| Venezuela Sub-20 | Sudamericano Sub-20 de 2011 | 4        | 0     |
| Venezuela        | Amistosos                   | 4        | 0     |

## Clubes

### Profesional
| Club                    | País      | Año             | Partidos | Goles |
| ----------------------- | --------- | --------------- | -------- | ----- |
| Carabobo FC             | Venezuela | 2010            | 2        | 0     |
| Deportivo Anzoátegui SC | Venezuela | 2011-2012       | 51       | 0     |
| Deportivo Táchira FC    | Venezuela | 2013-2015       | 72       | 1     |
| ACD Lara                | Venezuela | 2015            | 21       | 0     |
| Carabobo FC             | Venezuela | 2016 - 2019     | 102      | 1     |
| Caracas FC              | Venezuela | 2020 - presente | 76       | 3     |

Datos actualizados hasta el 14 de julio de 2022.

## Palmarés
| Título           | Club                    | País      | Año       |
| ---------------- | ----------------------- | --------- | --------- |
| Copa Venezuela   | Deportivo Anzoátegui SC | Venezuela | 2012      |
| Primera División | Deportivo Táchira FC    | Venezuela | 2014/2015 |